# 대한민국 헌법 제33조
대한민국 헌법 제33조는 노동3권을 보장하는 대한민국 헌법의 조항이다.

## 본문
① 근로자는 근로조건의 향상을 위하여 자주적인 단결권·단체교섭권 및 단체행동권을 가진다.

② 공무원인 근로자는 법률이 정하는 자에 한하여 단결권·단체교섭권 및 단체행동권을 가진다.

③ 법률이 정하는 주요방위산업체에 종사하는 근로자의 단체행동권은 법률이 정하는 바에 의하여 이를 제한하거나 인정하지 아니할 수 있다.

## 내용
- 노동3권

1. 단결권 : 근로자가 주체가 되어 자주적으로 단결하여 근로조건의 유지,개선,기타 근로자의 경제적, 사회적 지위의 향상을 위하여 근로자들이 단체를 구성할 수 있는권리
2. 단체교섭권 : 근로자들이 노동단체를 통해 근로조건의 향상을 위하여 사용자와 자주적으로 교섭할 수 있는 권리
3. 단체행동권 : 근로자가 작업환경의 유지,개선을 관철시키기위해서 집단적으로 시위행동을 함으로써 업무의 정상적인 운영을 저해할 수 있는 권리.

## 참고문헌
- 한광수. (2023). 헌법의 경제질서와 헌법 제32조 및 제33조에서의 근로자 개념의 재검토. 노동법학,(87), 143-197.
- 곽순근. (2003, 2). 중요판례집중연구헌재판례연구-헌법 제33조 노동3권 규정의 법리와 실제. 고시연구, 30(2), 105-118.

## 같이 보기
- 대한민국 헌법 제2장
- 대한민국 헌법 제32조
- 노동조합에 대한 사업소세 과세 사건